# Michel Béchet
Michel Béchet (Theuville-aux-Maillots, Sena Marítim, 8 de juliol de 1941) va ser un ciclista francès. Com amateur va guanyar la medalla d'or al Campionat del món de contrarellotge per equips de 1963.

## Palmarès
- 1959
  - 1r al Gran Premi de França
- 1962
  - 1r al Gran Premi de França
- 1963
  -  Campió del món amateur de contrarellotge per equips (amb Georges Chappe, Marcel-Ernest Bidault i Dominique Motte)
  - Medalla d'or als Jocs de l'Amistat en ruta
  - Vencedor d'una etapa a la Ruta de França